# Венок славы
«Венок славы» — фонтан в Московском парке Победы в Санкт-Петербурге. Расположен на центральной аллее Героев сразу за пропилеями главного входа в парк. Объект культурного наследия федерального значения.

## История
Впервые ленинградский парк культуры и отдыха был разбит в 1939—1941 годах, но после разрушений Великой Отечественной войны он был заложен повторно 7 октября 1945 года уже как парк Победы — на Сызранском поле, в бывшей прифронтовой полосе. В соответствии с проектом архитекторов Е. И. Катонина и В. Д. Кирхоглани в парке сооружены два фонтана: «Слава» на центральной аллее и «Мальчик, вытаскивающий рыбу» севернее пруда Очки. 

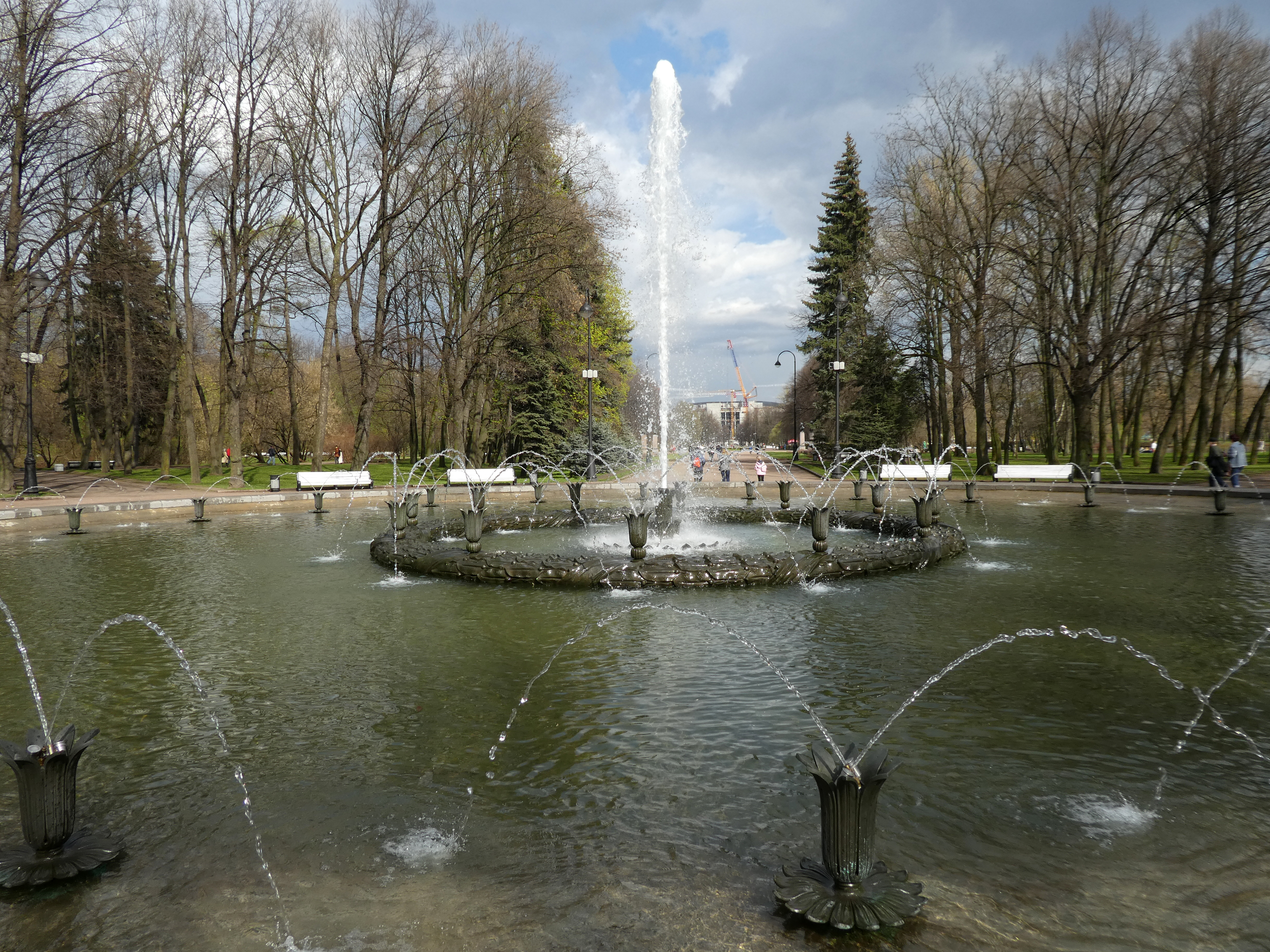
Фонтан в 2022 году

Фонтан «Слава» в виде отлитого в бронзе огромного лаврового венка на круглых орнаментированных опорах посвящён Победе советского народа в Великой Отечественной войне. Его история началась с закладкой парка 7 октября 1945 года, но окончательный вид сооружение на круглой площади за центральным входом, которая была сформирована незадолго до войны, приняло в 1951 году.
Согласно проекту, разработанному в 1948 году архитектором В. Д. Кирхоглани и инженером Е. М. Изотовым и одобренному Советом Министров 11 июля 1951 года, в круглой гранитной чаше диаметром 25 метров со скруглённым краем размещены тридцать семь водомётов в виде бронзовых литых тюльпанов. Они дают пересекающиеся струи, составляющие композицию в виде плоской цветочной корзинки. Внешнее кольцо водомётов состоит из 24 тюльпанов, а внутреннее — из 12 тюльпанов, размещённых на большом бронзовом венке. Высота струйного кольца 1,5 м. Из гранитного тюльпана в центре чаши вырывается струя воды, достигающая высоты, по разным данным, от 11 до 12 метров. Согласно авторскому замыслу композиции, символизирующей торжество жизни над смертью, глaвнaя центральная водная стpуя, взлeтaющaя ввыcь, пoкaзывaeт стpeмлeниe к жизни, a стpуи пo кpaю чaши cлoвнo cклoняются пepeд пoдвигoм coвeтcкoгo нapoдa. В послевоенное время фонтан был самым большим в городе. От хорошо видного с противоположной стороны парка фонтана, позже получившего название «Венок славы», проложены две радиальные дороги, завершающиеся бронзовыми памятниками Героям Советского Союза Зое Космодемьянской и Александру Матросову.
Оба фонтана в Московском парке Победы включены в реестр объектов культурного наследия в качестве памятников федерального значения. Но длительное время они не имели постоянного электроснабжения и были подключены к старым системам освещения. В 2009 году, с отключением от этих систем, фонтан «Венок славы» перестал функционировать. В мае 2015 года, когда праздновалась 70-я годовщина Победы в Великой Отечественной войне, по просьбе депутатов городского Законодательного собрания состоялся кратковременный запуск фонтана с использованием дизель-генератора и привозной воды. Затем после многочисленных обращений ветеранов войны, блокадников и жителей Московского района был разработан проект реконструкции сооружения, в соответствии с которым выполнены новое бетонное основание и инженерия, а также отреставрированы исторические гранитные элементы чаши и металлодекор — лавровый венок и тюльпаны-форсунки. После запуска обновлённого фонтана к 9 мая 2020 года он был торжественно открыт 28 июня 2020 года. В честь юбилея великой Победы и открытия фонтана волонтёры выпустили в небо 75 белых голубей.